# Stephanie Pohl
Stephanie Pohl (ur. 21 października 1987 w Chociebużu) – niemiecka kolarka torowa, szosowa i przełajowa, mistrzyni i wicemistrzyni świata i mistrzyni Europy w kolarstwie torowym.

## Kariera
Pierwszy sukces w karierze Stephanie Pohl osiągnęła w 2012 roku, kiedy zdobyła złoty medal w wyścigu punktowym podczas mistrzostw Europy w Poniewieżu. W zawodach tych wyprzedziła bezpośrednio Rosjankę Jewgieniję Romaniutę i swą rodaczkę Elke Gebhardt. Na rozgrywanych dwa lata później mistrzostwach świata w Cali w tej samej konkurencji Niemka zdobyła srebrny medal. Wyprzedziła ją jedynie Amy Cure z Australii, a trzecie miejsce zajęła Kanadyjka Jasmin Glaesser. Kilkakrotnie zdobywała medale torowych mistrzostw Niemiec. W kolarstwie szosowym jej największe sukcesy to trzecie miejsce w klasyfikacji generalnej Tour de Pologne Feminin oraz drugie w Rund um den Elm w 2007 roku. Startuje także w zawodach przełajowych.